# Gamla Teatern, Östersund

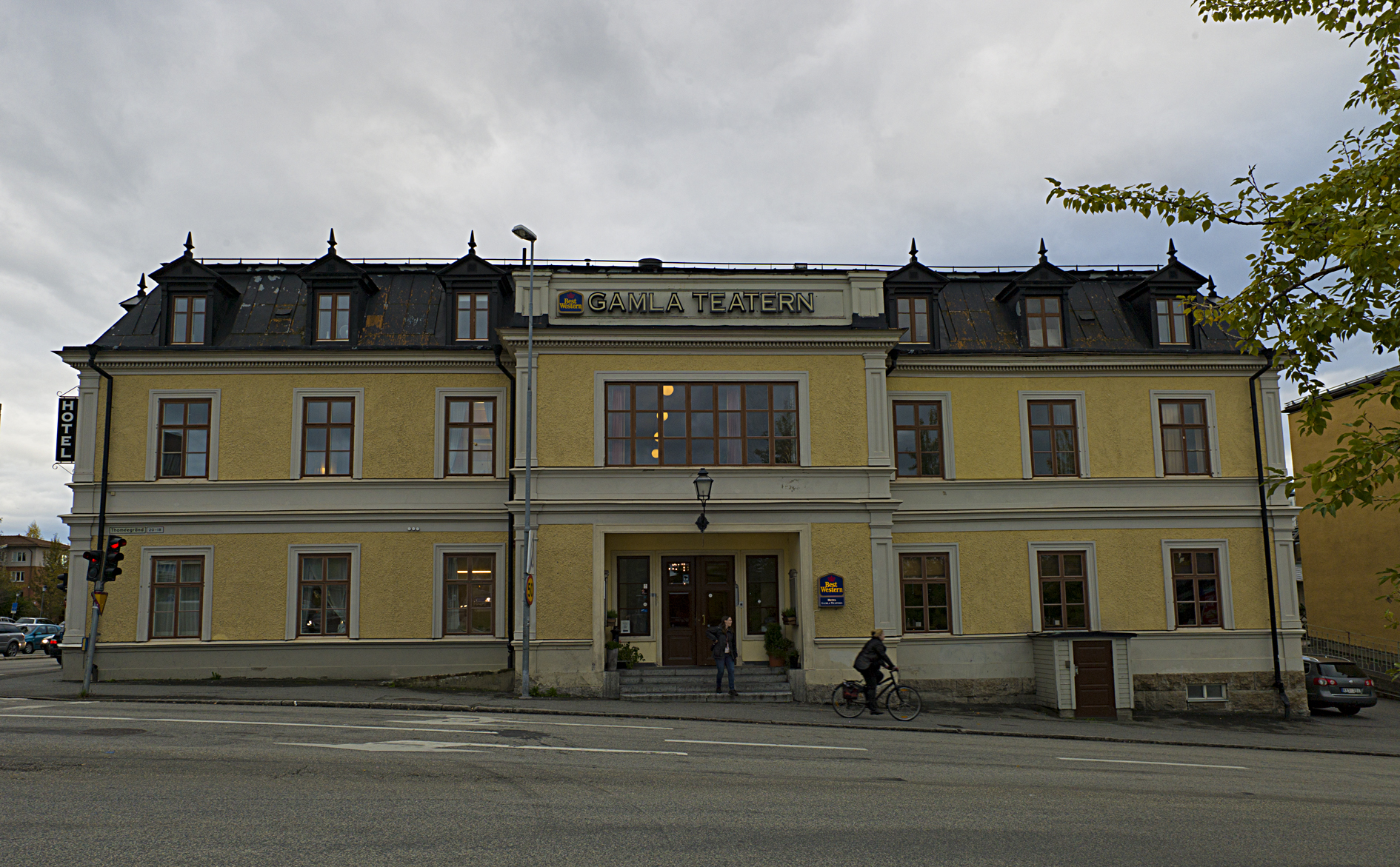
Gamla Teatern, sedd från Gustav III:s torg

Gamla Teatern, byggd 1884 i centrala Östersund som ett ordenshus, är idag ett hotell och en lokal för konserter och större fester.

## Historik
Gamla Teatern uppfördes ursprungligen som ett godtemplar-hus inför ett storlogemöte 1884 efter ritningar av byggmästaren L. R. Bergström och sades då vara världens största ordenshus. Namnet Gamla Teatern kommet från tiden mellan slutet av 1880-talet och 1980-talet då byggnaden användes flitigt som teaterscen för bland annat turnerande teatersällskap, riksteaterns uppsättningar och lokalrevyer. 1979 invigdes Storsjöteatern och huvuddelen av teaterverksamheten i Östersund flyttades dit.
Utöver teaterverksamhet och möten för nykterhetsrörelsen förekom det en mängd olika aktiviteter i byggnaden, bland annat olika politiska framträdanden och idrottsevenemang, exempelvis både brottning och boxning. 1944 köpte Östersunds stad byggnaden av godtemplarna och under 1980-talet var det nära att byggnaden revs, men stora protester lokalt och nationellt räddade byggnaden och istället genomfördes en större renovering på 1990-talet. Renoveringen genomfördes under överinseende av Jämtlands läns museum och man har bevarat en stor del av den gamla stilen, både interiört och exteriört, bland annat har man behållit den gamla ordenslokalen på andra våningen. 1992 öppnade Hotell Gamla Teatern som idag har 64 rum och ingår i hotellkedjan Best Western.